# T'Pau (band)
T'Pau is een Britse popgroep rondom zangeres Carol Decker. Van de oorspronkelijke bezetting (van 1987 tot 1991) maakte ook Ron Rogers deel uit. De band had eind 1987 een wereldwijde nummer 1-hit (waaronder in Nederland) met de plaat China in Your Hand.
De naam van de groep is afgeleid van de naam van een Vulcaanse priesteres (T'Pau) uit de oorspronkelijke televisieserie Star Trek, aflevering 1 seizoen 2 Amok Time.
In 1991 ging de groep uit elkaar. Wel kwam in 1993 nog een album Greatest Hits uit. In 1997 besloot Carol Decker zelf T'Pau weer nieuw leven in te blazen als soloproject. Decker nam een nieuw album op en trad op op het tribute-concert voor prinses Diana.

## Discografie

### Albums
| Album met eventuele hitnotering(en) in de Nederlandse Album Top 100 | Datum van verschijnen | Datum van binnenkomst | Hoogste positie | Aantal weken | Opmerkingen |
| ------------------------------------------------------------------- | --------------------- | --------------------- | --------------- | ------------ | ----------- |
| Bridge of Spies                                                     | 1987                  | 12-12-1987            | 5               | 22           |             |
| Rage                                                                | 1988                  | 12-11-1988            | 43              | 5            |             |

### Singles
| Single met eventuele hitnotering(en) in de Nederlandse Top 40 | Datum van verschijnen | Datum van binnenkomst | Hoogste positie | Aantal weken | Opmerkingen                                                                                     |
| ------------------------------------------------------------- | --------------------- | --------------------- | --------------- | ------------ | ----------------------------------------------------------------------------------------------- |
| Heart and Soul                                                | 1987                  | 25-09-1987            | 34              | 3            | #37 in de Nationale Hitparade Top 100                                                           |
| China in Your Hand                                            | 1987                  | 12-12-1987            | 1(2wk)          | 11           | Veronica Alarmschijf Radio 3 / VARA Parkeerschijf Radio 3 /#1 in de Nationale Hitparade Top 100 |
| Valentine                                                     | 1988                  | 27-02-1988            | 22              | 4            | #17 in de Nationale Hitparade Top 100 / KRO Speciale aanbieding Radio 3                         |

| Single met hitnotering(en) in de Vlaamse Ultratop 50 | Datum van verschijnen | Datum van binnenkomst | Hoogste positie | Aantal weken | Opmerkingen |
| ---------------------------------------------------- | --------------------- | --------------------- | --------------- | ------------ | ----------- |
| Heart and Soul                                       | 1987                  | 03-10-1987            | 16              | 5            |             |
| China in Your Hand                                   | 1987                  | 12-12-1987            | 1               | 14           |             |
| Valentine                                            | 1988                  | 05-03-1988            | 16              | 6            |             |

### NPO Radio 2 Top 2000
| Nummer met noteringen in de NPO Radio 2 Top 2000 | '99 | '00 | '01 | '02 | '03  | '04  | '05  | '06  | '07  | '08  | '09  | '10  | '11  | '12  | '13  | '14  | '15  | '16 | '17  |
| ------------------------------------------------ | --- | --- | --- | --- | ---- | ---- | ---- | ---- | ---- | ---- | ---- | ---- | ---- | ---- | ---- | ---- | ---- | --- | ---- |
| China in Your Hand                               | 597 | 982 | 891 | 899 | 1431 | 1133 | 1193 | 1399 | 1290 | 1240 | 1502 | 1518 | 1537 | 1562 | 1644 | 1748 | 1971 | -   | 1956 |

1. ↑  Een '-' betekent dat het nummer niet was genoteerd en een vetgedrukt getal geeft de hoogste notering aan.
2. ↑  Deze tabel is bijgewerkt tot en met de laatste editie (2024).